# Hans Helmbrecht
Hans Sylvester Helmbrecht (* 3. Oktober 1922 in Jernau (Schlesien); † 14. April 1998 in Schönebeck) war ein deutscher autodidaktischer Bildhauer.

## Leben
Helmbrecht war der Sohn des Destillateurs Emil Helmbrecht. Nach dem Besuch der Volksschule wurde er zum Reichsarbeitsdienst und 1939 zur Wehrmacht eingezogen und er nahm am Zweiten Weltkriegs teil, in dem er 1944 verwundet wurde. Nach Ende des Krieges arbeitete er als Landarbeiter, und er absolvierte dann eine Ausbildung zum Finanzwirtschaftler. Es schlossen sich Tätigkeiten beim Rat des Kreises Schönebeck und beim Rat des Bezirks Magdeburg an. Im Jahr 1959 wurde er unter dem Vorwurf des Opportunismus entlassen. Er nahm eine Arbeit in der Produktion des im Magdeburger Stadtteil Salbke ansässigen VEB Schwermaschinenbau „Karl Liebknecht“ auf. Nach einiger Zeit übernahm er als Betriebsökonom die Leitung der Werbeabteilung des Betriebs.
Helmbrecht hatte gute Kontakte zu den Künstlerkreisen um Katharina Heise und Hans Oldenburger und begann 1957 als Autodidakt sich in einem Schönebecker Zirkel für Malerei und Grafik zu betätigen. 1961 wandte er sich der plastischen Metallgestaltung zu. Seine Arbeiten, vor allem Kleinreliefs und Figuren, führte er in Metallguss aus. Bevorzugte Materialien waren Bronze und Weißmetall. Später nutzte er Holz als Arbeitsmaterial. Er nahm an vielen nationalen und internationalen Ausstellungen teil. Seine Arbeiten wurden in Museen der DDR, aber auch der Sowjetunion, Mexikos und Polens gezeigt. Gegenstand seiner Arbeiten waren Kleinplastiken mit einer Höhe bis zu 65 cm, die sich mit dem Menschen und seinen Beziehungen befassen. Ab den 1980er Jahren näherten sich seine Arbeiten, insbesondere Torsen, der Lebensgröße.
Politisch stand Helmbrecht dem DDR-Regime kritisch gegenüber. Er wurde von der Staatssicherheit beobachtet und entging nur knapp einer Verhaftung.
Helmbrechts Nachlass befindet sich im Salzlandmuseum Schönebeck. 1992 zeigte das Museum des Landkreises Schönebeck anlässlich seines 70. Geburtstages eine Ausstellung seiner Werke.

## Ehrungen
- Preis für künstlerisches Volksschaffen 1. Klasse
- 1962 Kunstpreis des FDGB (für die Plastik Serviererin)
- 1978 Kunstpreis der Stadt Schönebeck.

## Werke (Auswahl)
- Ruhende Tänzerin (Sitzfigur, Eisenguss, Höhe 35 cm; 1962/1963 auf der Fünften Deutschen Kunstausstellung)[1]
- Vor dem Spiegel (Frauen-Statuette, Metallguss, Höhe 31 cm; 1967/1968 auf der VI. Deutschen Kunstausstellung)[2]
- Junges Paar (Zweifiguren-Gruppe, Metallguss; 1972/1973 auf der VII. Kunstausstellung der DDR)[3]
- Wartende (1971, Statuette; Metallguss; auf der VII. Kunstausstellung der DDR)[4]